# 單攻
其它地方不見有登山家有使用這詞，只見台灣才有，可能關注度不足或原創研究。
單攻為台灣登山運動術語，意思為以單一座山為攻頂目標，登頂後沿原路下山，不限天數。
除了上述 還有另一含義即登頂一座或多座山頭,啟回不限同一個登山口，且在一日內完程。

## 百岳單攻
台灣百岳海拔高，通常單攻百岳有三種狀況：
1. 登山口離公路很近，可以短時間登頂並原路回到登山口，這種行程通常可以一次單攻數座百岳，例如合歡群峰。
2. 目標百岳名氣響亮，且周圍百岳不在主要登山路徑上，例如玉山主峰。
3. 地處偏遠，且周圍無其他山岳，或是再攻其他百岳難度會提升許多，故使此百岳的登山者通常選擇單攻的方式。

以下列舉通常為單攻方式攀登的百岳，依海拔高度排列：
- 玉山主峰
- 合歡北峰
- 合歡東峰
- 合歡主峰
- 白姑大山
- 郡大山
- 屏風山
- 石門山
- 塔關山
- 關山嶺山
- 庫哈諾辛山
- 北大武山
- 西巒大山
- 羊頭山

## 中級山單攻
相較於百岳，台灣中級山海拔較低，通常山峰位置孤立者，但不一定偏遠，會讓登山者選擇單攻的方式。
以下列舉通常為單攻方式攀登的部分中級山：
- 北插天山
- 阿玉山
- 李棟山
- 馬那邦山
- 東卯山
- 水社大山
- 尾寮山

## 郊山單攻
台灣郊山海拔低，接近人口密集區，攀登人數眾多，大多數的郊山離登山口都很近，且一座郊山通常有數個登山口，可選擇單攻、O型縱走、I型縱走等方式。